# Orachha
Orachha là một thị xã và là một nagar panchayat của quận Tikamgarh thuộc bang Madhya Pradesh, Ấn Độ.

## Nhân khẩu
Theo điều tra dân số năm 2001 của Ấn Độ, Orachha có dân số 8499 người. Phái nam chiếm 53% tổng số dân và phái nữ chiếm 47%. Orachha có tỷ lệ 54% biết đọc biết viết, thấp hơn tỷ lệ trung bình toàn quốc là 59,5%: tỷ lệ cho phái nam là 64%, và tỷ lệ cho phái nữ là 42%. Tại Orachha, 18% dân số nhỏ hơn 6 tuổi.